# Папасееа-Слайдин-Рок
Папасееа-Слайдин-Рок (Papase’ea Sliding Rock, в переводе с англ. — «скользящая скала») — небольшой водопад на острове Уполу (Самоа) в 10 километрах от Апиа.
Стремительный поток горной реки скользя по невысокой природной скале, низвергается в прохладный бассейн. 
Место популярно у туристов и отдыхающих. Расположено близ населённого пункта Се 'эсе (самоан.  Se’ese’e ) в районе Фалеата (англ.  Faleata District).